# Katrina Leskanich
Katrina Elizabeth Leskanich (Topeka, 10 aprile 1960) è una cantante e musicista statunitense, famosa per essere stata la voce del gruppo Katrina and the Waves. Due sue canzoni più famose sono Walking On Sunshine e Love Shine a Light.

## Biografia
Il padre di Katrina era un colonnello delle forze aeree statunitensi, e Katrina e i fratelli (quattro sorelle e un fratello), insieme alla famiglia, dovevano spesso trasferirsi. Dopo la sua nascita, la famiglia si trasferì dal Kansas in Nuovo Messico, e in seguito anche in California, Alabama, Georgia, Florida, Massachusetts, Nebraska, Germania e nei Paesi Bassi, prima di stabilirsi definitivamente a Norfolk, in Inghilterra, nel 1976.

## Carriera e Katrina and the Waves

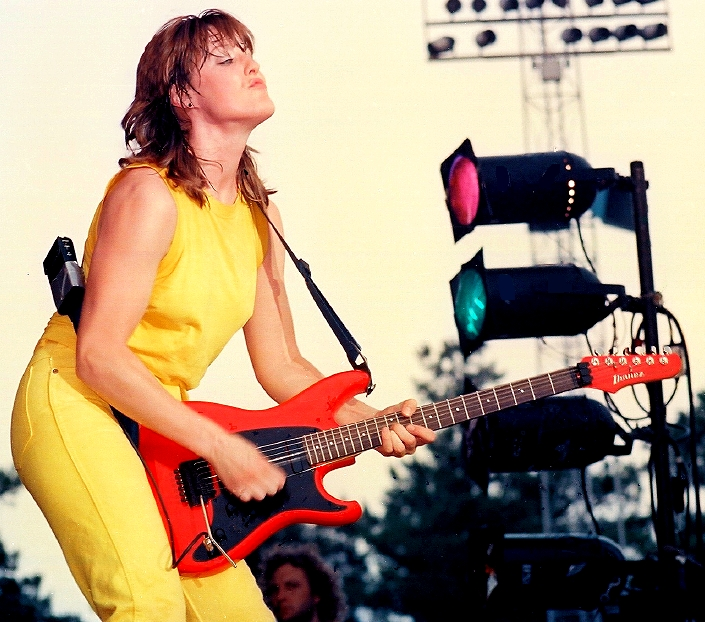
Leskanich in concerto al parco Six Flags Great Adventure di Jackson (New Jersey) nel 1986

Nel 1978, Katrina e Vince De La Cruz, che sarebbe diventato il suo fidanzato, formano la band "Mama's Cooking" a Feltwell, in Inghilterra.
Nel 1981 la band cambia il nome in "The Waves" e inizia a suonare canzoni scritte dai componenti del gruppo.
Nel 1982, in seguito a un'ulteriore modifica, il nome viene cambiato in "Katrina and the Waves" con la Leskanich come cantante principale; al momento di questo cambiamento la band era situata a Cambridge.
La band è conosciuta per alcune hit internazionali, come Walking on Sunshine del 1983. La loro canzone Sun Street fu un'altra hit meno rinomata del 1986. Altre canzoni molto famose sono Do You Want Crying, Que te Quiero, Rock and Roll Girl e That's The Way che raggiunse il 16º posto negli Stati Uniti.
Nel 1997, dopo una relativamente lunga scomparsa dalle scene, la band riemerge, vincendo l'Eurovision Song Contest 1997 in rappresentanza del Regno Unito, con la canzone "Love Shine A Light".
La band si sciolse nel 1999.
Il 22 ottobre 2005 è stata scelta come conduttrice, insieme a Renārs Kauper, nella Forum Arena di Copenaghen, dello show Congratulations: 50 Years of the Eurovision Song Contest, dedicato ai 50 anni dell'Eurovision Song Contest.